# Třída South Dakota (1939)
Třída South Dakota byla třída bitevních lodí US Navy, které se účastnily druhé světové války. Třída se skládala z jednotek USS South Dakota, USS Indiana , USS Massachusetts a USS Alabama. Během války tyto lodě převážně doprovázely svazy rychlých letadlových lodí. Po válce byly všechny jednotky převedeny do rezervy a v 60. letech byly dvě z nich sešrotovány a dvě byly zachovány jako plovoucí muzea.

## Konstrukce

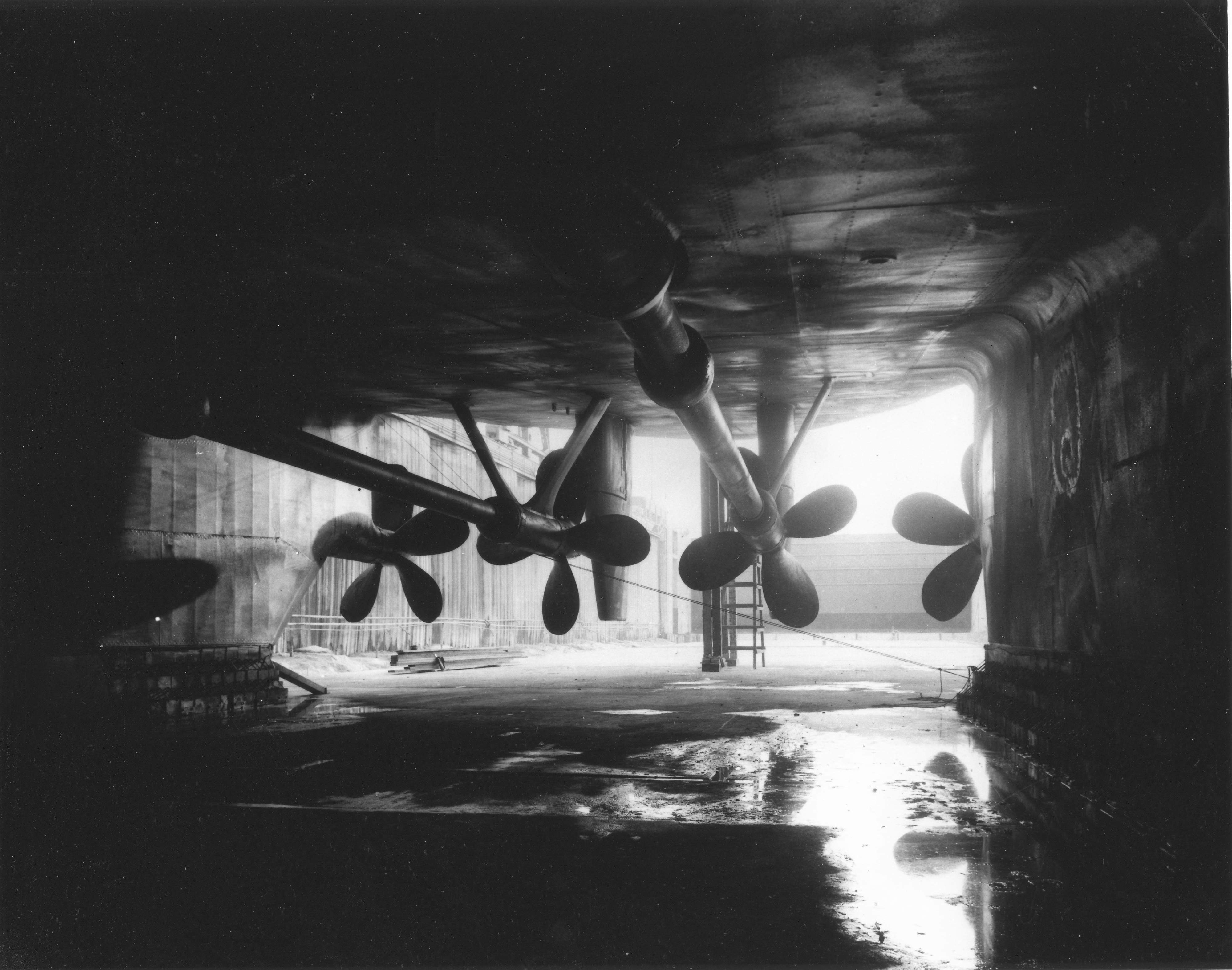
Lodní šrouby bitevní lodě USS Indiana

Hlavní výzbroj lodí tvořilo devět 406mm kanónů ve třech třídělových věžích, které doplňovalo 10 dvoudělových věží se 127mm kanóny. Protiletadlové zbraně měly ráži 28 a 12,7 mm, pro nízkou účinnost byly později nahrazeny 40mm a 20mm kanóny (na konci války jich lodě nesly mnoho desítek kusů – např. u lodi South Dakota to bylo 68 kusů 40mm kanónů a 72 kusů 20mm kanónů). Lodě také nesly tři hydroplány. Byly též vybaveny radarem.
Boky kryl pancéřový pás silný až 305 mm, paluba měla sílu 150 mm a čela dělových věží 450 mm. Pohon tvořila čtyři turbínová soustrojí General Electric a osm kotlů Babcock & Wilcox o maximálním výkonu 130 000 shp. Lodě měly jeden masivní komín a dosahovaly rychlosti až 27,5 uzlů.

## Operační nasazení

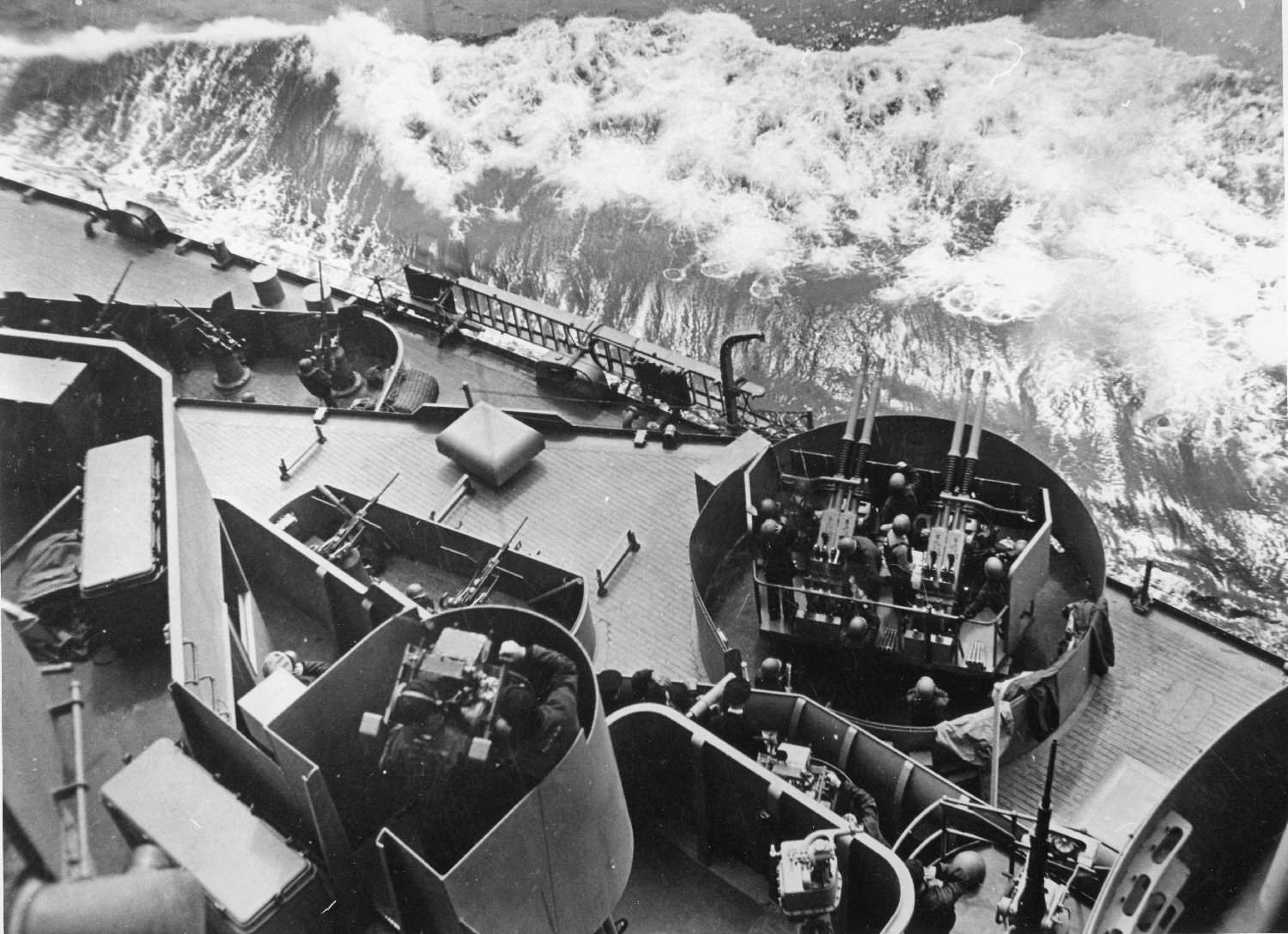
Protiletadlové baterie lodi USS South Dakota – na snímku jsou vidět 20mm kanóny v jednohlavňové lafetaci, 40mm kanóny byly vždy řešeny jako čtyřčata. V dolní části snímku jsou stanoviště řízení palby 127mm kanónů. Snímek byl pořízen v Atlantiku v roce 1943.

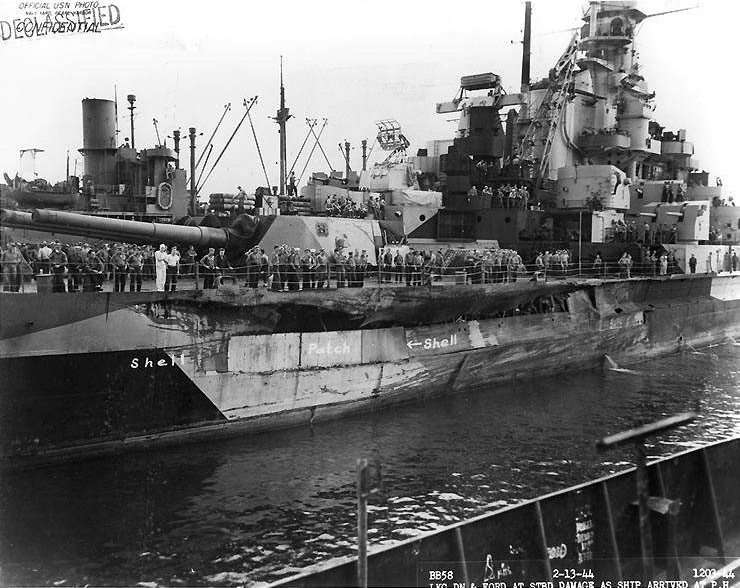
USS Indiana byla 13. února 1944 poškozena při srážce s bitevní lodí USS Washington

Massachusetts v listopadu 1942 podporovala spojenecké vylodění v Severní Africe a připadl ji důležitý úkol zneškodnit nedokončenou francouzskou bitevní loď Jean Bart, kotvící v Casablance (měla pouze jednu ze dvou věží s 381mm kanóny). Střelba Massachusetts, řízená letouny z letadlové lodi USS Ranger, nakonec Jean Bart těžce poškodila a donutila ke kapitulaci.
South Dakota se, spolu s USS Washington, účastnila námořní bitvy u Guadalcanalu v noci ze 14. na 15. listopadu 1942. V ní se střetly dvě americké bitevní lodi s doprovodem čtyř torpédoborců s japonským svazem, tvořeným bitevní lodí, dvěma těžkými, dvěma lehkými křižníky a devíti torpédoborci. Poškození ze strany japonské bitevní lodi Kirišima zabránilo South Dakotě ve větším zapojení do boje. Washington sám však dovedl Kirišimu natolik poškodit, že ji potopila vlastní posádka.
Všechny čtyři lodě pak zejména doprovázely americké rychlé letadlové lodě při jejich operacích, jejich dalším důležitým úkolem byla podpora vyloďovacích operací.

## Poválečná služba

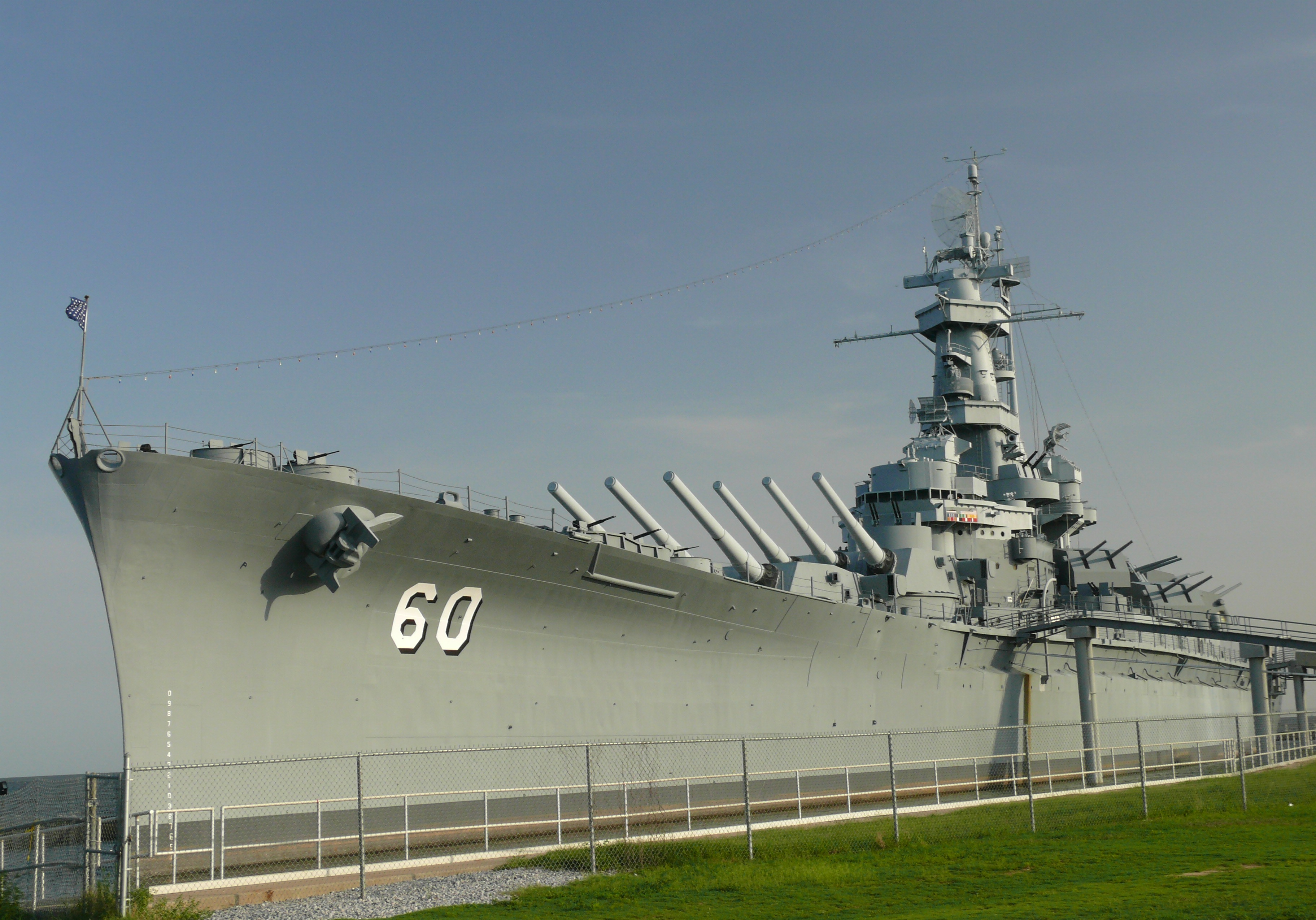
USS Alabama už jako muzeum, 2007

Všechny čtyři lodi válku přežily a byly nedlouho po jejím skončení převedeny do rezervy, v níž zůstaly až do 60. let. Různé plány na jejich přestavbu pro jiné účely, jako například nesení řízených střel, nebyly realizovány. South Dakota a Indiana byly na počátku 60. let prodány k sešrotování, zatímco Massachusetts a Alabama byly zachovány jako plovoucí muzea.